# Adam Taggart
Adam Jake Taggart (* 2. června 1993, Perth, Austrálie) je australský fotbalový útočník a reprezentant, který v současné době působí v japonském klubu C-Osaka.

## Klubová kariéra
Taggart hrál na seniorské úrovni v Austrálii v klubech Perth Glory FC (2010–2012) a Newcastle Jets FC (2012–2014).
V červnu 2014 podepsal tříletý kontrakt s anglickým klubem Fulham FC. Poté hrál rok ve skotském Dundee Utd. Od roku 2016 začal hrát opět v Austrálii. Na dva roky přestoupil do Perth Glory, poté na rok do Brisbane Roar. V roce 2019 začal hrát v Asii. Prvním asijským týmem byl Suwon z Jižní Koreje, kde hrál jeden rok. Momentálním týmem je japonský C-Osaka.

## Reprezentační kariéra
Taggart je bývalým mládežnickým reprezentantem Austrálie.
V A-mužstvu Austrálie přezdívaném Socceroos debutoval v roce 2012.

Trenér Ange Postecoglou ho zařadil na soupisku pro MS 2014 v Brazílii, kde Austrálie skončila bez zisku jediného bodu na posledním čtvrtém místě v základní skupině B.